# ميتشيل جونسون
ميتشيل جونسون (2 نوفمبر 1981 في أستراليا - ) (بالإنجليزية: Mitchell Johnson)‏ هو لاعب كريكت أسترالي. شارك مع منتخب أستراليا الوطني للكريكت. أما مع النوادي، فقد لعب مع كلكتا نايت رايدرز ومومباي إنديانز وKarachi Kings ‏ وفريق غرب أستراليا للكريكت ‏ وفريق كوينسلاند للكريكت ‏ وبنجاب كينغز وPerth Scorchers ‏.

## وصلات خارجية
- ميتشيل جونسون على موقع إي آس بي آن كريك إنفو (الإنجليزية)